# Charlotte Sting 2003
La stagione 2003 delle Charlotte Sting fu la 7ª nella WNBA per la franchigia.
Le Charlotte Sting arrivarono seconde nella Eastern Conference con un record di 18-16. Nei play-off persero la semifinale di conference con le Connecticut Sun (2-0).

## Roster
| N° | Naz.                   | Ruolo | Sportivo           | Anno | Alt. | Peso |
| -- | ---------------------- | ----- | ------------------ | ---- | ---- | ---- |
| 0  | Stati Uniti (bandiera) | A     | Charlotte Smith    | 1973 | 183  | 67   |
| 5  | Stati Uniti (bandiera) | G     | Dawn Staley        | 1970 | 168  | 61   |
| 7  | Stati Uniti (bandiera) | C     | Shalonda Enis      | 1974 | 185  | 84   |
| 8  | Stati Uniti (bandiera) | G     | Kelly Miller       | 1978 | 178  | 64   |
| 11 | Stati Uniti (bandiera) | G     | Erin Buescher      | 1979 | 188  | 82   |
| 20 | Stati Uniti (bandiera) | GA    | Tynesha Lewis      | 1979 | 178  | 68   |
| 21 | Stati Uniti (bandiera) | GA    | Allison Feaster    | 1976 | 180  | 76   |
| 25 | Stati Uniti (bandiera) | G     | Marla Brumfield    | 1978 | 173  | 60   |
| 32 | Stati Uniti (bandiera) | G     | Andrea Stinson     | 1967 | 178  | 72   |
| 33 | Stati Uniti (bandiera) | A     | Teana Miller       | 1980 | 191  | 100  |
| 55 | Canada (bandiera)      | C     | Tammy Sutton-Brown | 1978 | 193  | 90   |
|    | Stati Uniti (bandiera) | A     | Rushia Brown       | 1972 | 188  | 79   |

## Staff tecnico
- Allenatore: Trudi Lacey
- Vice-allenatori: Fred Williams, Gail Hook
- Preparatore atletico: Tonya Holley